# Петрос Синдикас
Петрос Синдикас (на гръцки: Πέτρος Συνδίκας) е гръцки революционер, деец на гръцката въоръжена пропаганда в Македония в Солун.

## Биография
Синдикас е роден в 1875 година и е от влашки произход. След като Солун попада в Гърция след Междусъюзническата война в 1913 година, Синдикас е демарх (кмет) на града от 1922 до 1926 година. Назначен е от военното правителство дошло на власт след преврата от 1922 г. Кандидат е за кмет на изборите през октомври 1925 г. (първите общински избори за новоприсъединените към Гърция територии), в които е на четвърто място с 2732 гласа (15,2%).